# Building at 73 Mansion Street

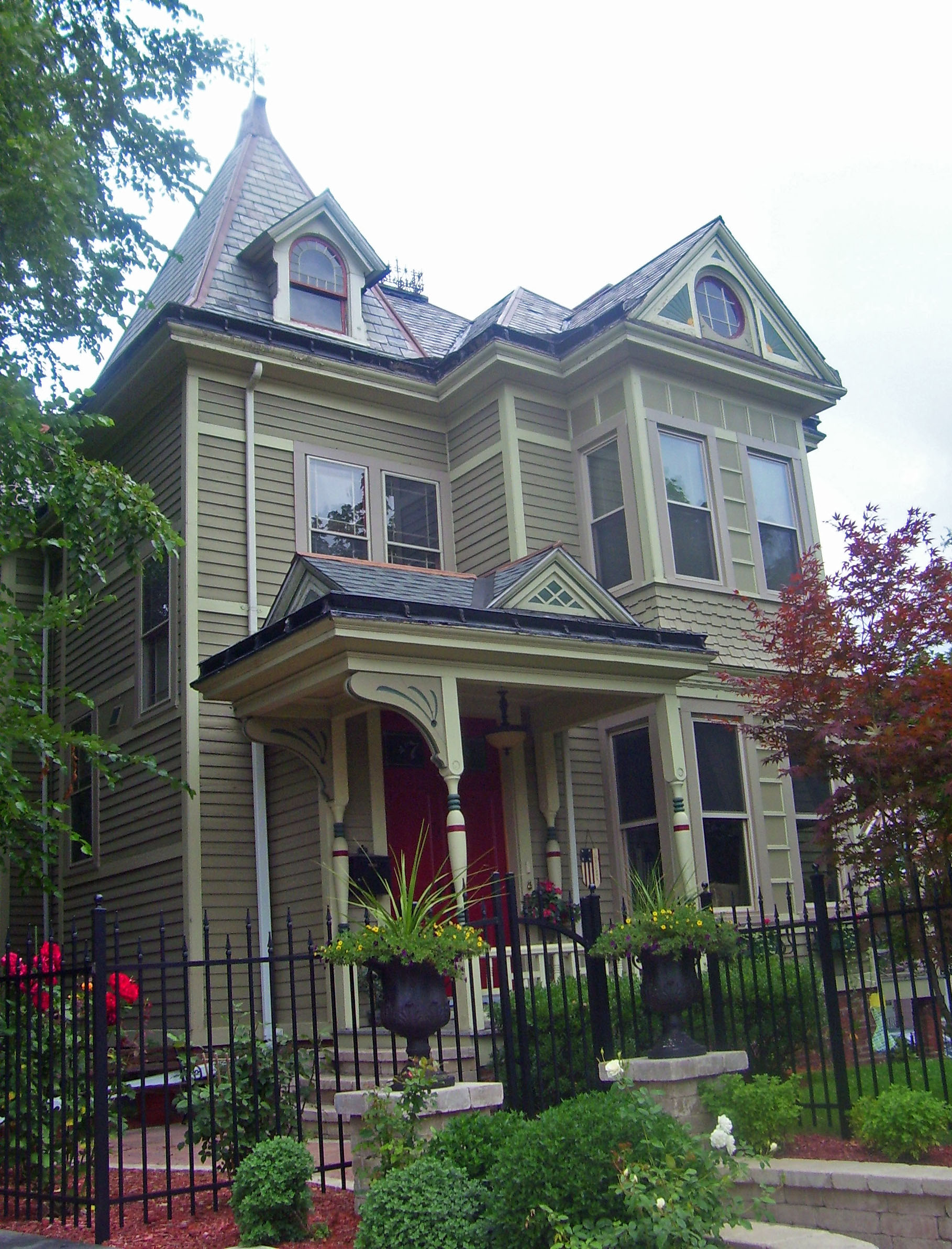
Frontseite und Westfassade (2008)

Building at 73 Mansion Street ist die Bezeichnung für ein denkmalgeschütztes Haus in Poughkeepsie, New York in den Vereinigten Staaten, das um 1890 zuerst als Einfamilienhaus entstand. Es liegt neben dem U.S. Post Office Poughkeepsie und gegenüber dem Poughkeepsie Journal Building, an der Ecke zur Balding Avenue.
Es wurde von einem ortsansässigen Immobilienanwalt erbaut und hatte seitdem zahlreiche Eigentümer, auch die Art der Nutzung wechselte. Das Haus ist ein deutliches Beispiel für die Anwendung des Queen Anne Style in der Stadt. Es wurde nicht in den angrenzenden Historic District aufgenommen, weil es sich von den Häusern an der Balding Avenue unterscheidet, und es dauerte noch 15 Jahre, bis es 1997 endlich selbst in das National Register of Historic Places aufgenommen wurde. Der Eintrag ist der einzige im Dutchess County, der nicht unter einem spezifischen Namen, sondern unter seiner Adresse aufgenommen ist.

## Gebäude
73 Mansion Street ist ein zweieinhalbstöckiges Haus in Holzständerbauweise auf einem gestrichenen Sockel aus Backsteinen. Die Fassade besteht aus Schindeln mit dekorativen Schindeln und gestrichenen Zierleisten. Darauf sitzt ein Walmdach, das mit Schiefer gedeckt ist mit niedrigeren Kreuzgiebeln und einem pyramidischen Turm mit Wetterfahne, Dachgauben und ein aus Backsteinen gemauerter Kamin.
Die Fassade ist charakterisiert durch sich überlappende Flächen und Strukturen, ganz in Übereinstimmung mit anderen Queen-Anne-Häusern. Einige Joche ragen hervor und sind asymmetrisch an der Südfassade und den Seiten platziert. Der östliche Giebel hat ein gebogenes Ortganggesims. Dachrinnen laufen an der Dachtraufe entlang.
Im Erdgeschoss hat das Haus drei Eingänge, jeder davon ist mit einer Veranda mit Satteldach versehen, zwei davon werden durch geschwungene Träger gestützt. Die Anordnung der Fenster ist ähnlich eklektisch und umfasst sowohl runde als auch polygonale Fenster und farbige Glaseinsätze neben gewinkelten Mittelpfosten.
Im Gebäudeinnern folgt der Grundriss der Asymmetrie der Außengestaltung. Ein Großteil der ursprünglichen Ausstattung ist erhalten: fischgrätenartig verlegte gemusterte Eichenpanelen unter den Fenstern an der Vorderseite, Stuckmedaillons an der Decke in jedem Raum, Kronleuchter, Treppengeländer und der Eichenparkettboden.
Hinter dem Haus befindet sich eine moderne Garage aus den 1950er Jahren, die nicht beitragend ist.

## Geschichte
Charles Cossum erbaute das Haus um 1890. Sein Büro befand sich drei Straßenblöcke weiter an der Market Street. Er war ein erfolgreicher Anwalt. Die Lage seines Wohnhauses am nördlichen Ende des Zentrums von Poughkeepsie, nur einige Gehminuten von seinem Arbeitsplatz entfernt, ist charakteristisch für die Zeit vor dem Zeitalter des Automobils; Häuser in Zentrumsnähe waren sehr begehrt.
Seine Familie besaß das Gebäude bis 1917. Bis 1933 wechselte es mehrfach den Besitzer. Dann zog ein Arzt ein, der hier praktizierte und wohnte. Seine Familie besaß es für viele Jahre. Als die Häuser um die Ecke in der Balding Avenue 1982 als historischer Distrikt eingestuft wurden, sparte man 73 Mansion Street aus, weil es größer und verschwenderischer gestaltet war, als die bescheideneren Häuser an der Balding Avenue.
Der derzeitige (2009) Besitzer erwarb das Haus 1995 und restaurierte es mit Hilfe von Steuererleichterungen; es wurde 1997 als Einzelhaus in das National Register aufgenommen wurde.